# Chiesa di Cristo Re (Masone)
La chiesa di Cristo Re è un luogo di culto cattolico situato nel comune di Masone, in piazza Monsignor Vittorio Macciò, nella città metropolitana di Genova.
La chiesa è sede della Parrocchia di Cristo Re e Nostra Signora Assunta e delle Parrocchie della Valle Stura della zona pastorale Ovadese-Genovese della diocesi di Acqui.
Attualmente è retta dall'Arciprete Don Aldo Badano 

## Storia e descrizione

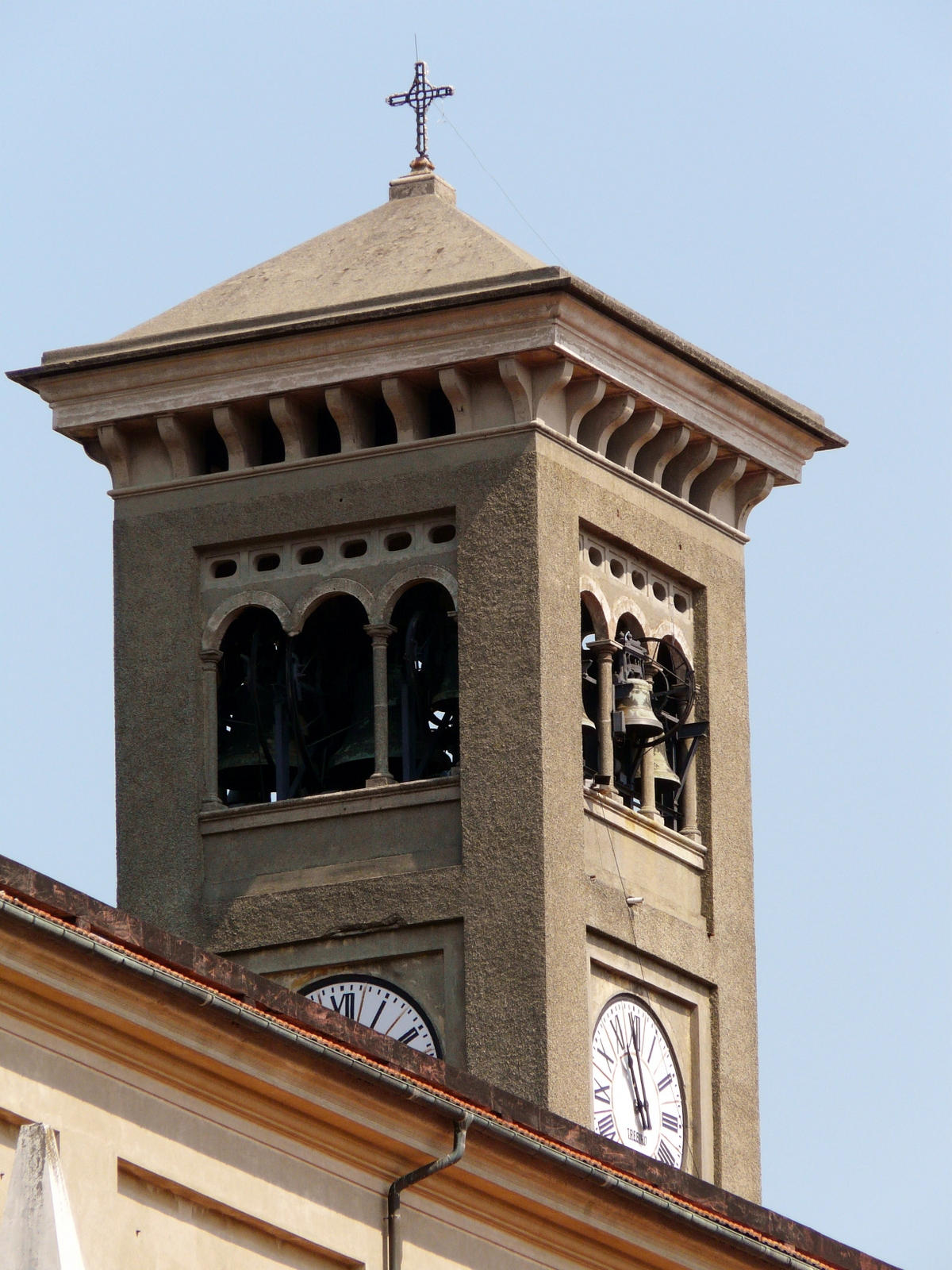
Particolare del campanile

La nuova parrocchiale, in sostituzione della già presente chiesa parrocchiale di Nostra Signora Assunta, fu costruita negli anni venti del Novecento e aperta nel 1927 (anche se tutti gli affreschi, decorazioni, etc. sono stati ultimati negli anni settanta), su progetto dell'architetto Giuseppe Massardo. 
Fu eretta per volere dell'Arciprete di Masone Mons. Vittorio Macciò visto che quella esistente (ora sede della confraternita) era troppo piccola e ormai delocalizzata dal paese nuovo per accogliere tutta la popolazione di Masone. La struttura si presenta molto ampia e luminosa e al suo interno sono conservati pregiati affreschi dei pittori Carlo Morgari e Bevilacqua; di quest'ultimo sono gli affreschi nelle volte con le raffigurazioni de l'Assunzione della Beata Vergine Maria e le scene di vita dei santi e del Signore Gesù. Le vetrate furono realizzate dal maestro d'arte vetraria Luigi Costa di Alessandria.
I lavori interni furono portati a termine dall'Arciprete don Guido Brema.
L'edificio, a tre navate in stile barocco, è la chiesa più grande della Diocesi di Acqui. 
Il progetto originale prevedeva una cupola sopra l'altare e due transetti laterali: questi non furono mai realizzati così come la cupola per mancanza di fondi e spazi. La facciata è stata ripresa e terminata per il Grande Giubileo dell Anno 2000 dall'Arciprete Mons. Rinaldo Cartosio abbellendola con nuovi marmi, colonne e statue. 
Il grande concerto campanario
Il grande concerto di campane della parrocchiale (il più grande della diocesi e il primo in Liguria) è in Si2 maggiore grave (8 movibili e 3 fisse che sono la 7°minore in La3, il Do#4 ed il Re#4) di cui 10 fuse nel 1959 dalla ditta Capanni, e l'11° chiamata affettuosamente "Din-Din" dai masonesi risale al 1660 ed è stata utilizzata per secoli come campana d'allarme in caso di pericolo imminente, incendi, invasioni, ma anche per segnalare la nascita o la morte di un bambino; originariamente era la campana della Confraternita (infatti è dedicata alla Natività di Maria titolare dell'oratorio), probabilmente permutata con una più grossa. Il "Din-Din" ha rischiato di essere rifuso assieme alle vecchie campane della parrocchia attorno al 1890, ma è stato salvato appena in tempo durante il viaggio alla fonderia. Alcuni masonesi, infatti, hanno voluto conservare quella testimonianza dei secoli passati. Con il nuovo concerto del 1959 è stata adattata alle nuove campane, intonandola alle altre, da un Re4 è così divenuta Re#4.
Il peso totale del concerto (compresi ceppi ruote incastellatura etc) è di circa 152 quintali. Per la sua realizzazione furono raccolti quintali e quintali di metalli donati dalla popolazione: bronzo e rame vennero portati a fondere, mentre il ferro fu venduto per ricavarne fondi pro-concerto. La fusione avvenne il 7 agosto 1959, consacrato il 14 dello stesso mese del vescovo di Acqui Giuseppe Dell'Omo e suonò ufficialmente la prima volta il 13 settembre 1959 alle ore 18.00 nell'istante in cui tutte le campane italiane suonavano per la consacrazione dell'Italia al Cuore Immacolato di Maria.

### Organo a canne
Sulla cantoria in controfacciata si trova l'organo a canne, costruito dalla ditta Parodi e Marin nel 1941 e restaurato dai Fratelli Marin nel 2001 (con la costruzione dell'attuale cassa lignea di contenzione, caratterizzata da una fattura geometrica). Lo strumento è a trasmissione elettronica e dispone di 34 registri; la sua consolle, mobile indipendente, ha due tastiere e pedaliera.